# Joel Benjamin
Joel Lawrence Benjamin (* 11. März 1964 in New York City) ist ein US-amerikanischer Schachmeister.

## Leben
Benjamin erlernte das Schachspiel im Alter von 8 Jahren von seinem älteren Bruder Steven. Zu dieser Zeit erlebte das Spiel durch die Erfolge von Bobby Fischer einen Boom in den USA. Benjamins Talent wurde schnell erkannt und gefördert. Er erhielt Unterricht von Meisterspielern, darunter Julio Kaplan, und wurde Mitglied im Manhattan Chess Club. 

## Erfolge

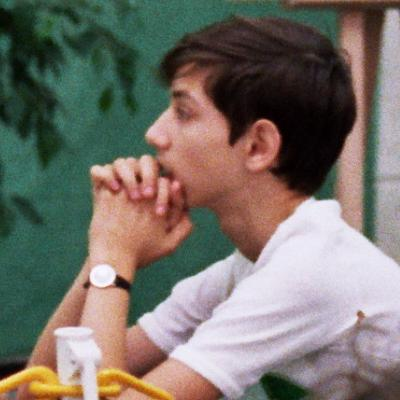
Joel Benjamin bei der Juniorenweltmeisterschaft im Schach 1980 in Dortmund

1976 gewann Benjamin die National Elementary Championship. 1980 gewann er die US-Juniorenmeisterschaft und wurde Internationaler Meister. Bei der Jugendweltmeisterschaft 1982 wurde er Dritter. 1983 gewann er ein Match gegen Nigel Short in London mit 5,5:1,5 (+4 =3 −0). Beim Turnier in Hastings 1984/85 wurde er geteilter Zweiter hinter Jewgeni Sweschnikow. 1986 verlieh ihm die FIDE den Großmeistertitel. Die US-Meisterschaft gewann er 1987 gemeinsam mit Nick de Firmian. 1987 nahm er am Interzonenturnier in Szirák teil, verfehlte allerdings die Qualifikation zum Kandidatenturnier. 1988 gewann er in St. John’s (Neufundland), 1989 in Cannes, 1996 das Hawaii-Open in Honolulu, 1999 in Sydney, 2000 in Edmonton.
Bei der Weltmeisterschaft der FIDE in Groningen 1997 scheiterte er in der ersten Runde nach Tie-Break an Wadim Swjaginzew, 1999 in Las Vegas ebenfalls in der ersten Runde nach Tie-Break an Peter Heine Nielsen, 2000 in Neu-Delhi in der zweiten Runde an Rafael Leitão und 2001 in Moskau wiederum in der ersten Runde nach Tie-Break an Wolodymyr Baklan. Mit dem US-Team gewann er 1993 die Mannschaftsweltmeisterschaft in Luzern und erreichte 1997 den zweiten Platz bei der Mannschaftsweltmeisterschaft; außerdem nahm er 1988, 1990, 1992, 1994, 1996 und 2002 an der Schacholympiade teil. Mit seinem Team gewann er 1990 in Novi Sad Silber und 1996 in Jerewan Bronze. Benjamin spielte zwischen 1981 und 2006 bei 23 US-Meisterschaften mit, von denen er drei gewann: 1987, 1997 und 2000. Im Oktober 2020 gewann er die im Schnellschach-Format (25 Minuten pro Partie plus 5 Sekunden pro Zug) ausgetragene US-Seniorenmeisterschaft (Ü50) mit 6,5 Punkten aus 9 Partien. Er ist damit der erste Spieler, der die Landesmeisterschaft der USA sowohl als Jugendlicher, als Erwachsener und auch als Senior gewonnen hat.
Dezember 1997 hielt sich Joel Benjamin in Deutschland auf und gewann ein internationales Schnellturnier, vor Igor Khenkin, Fritz 5, Tony Miles, Rustem Dautov, Alexander Csernyin und Péter Lékó. Es war wohl das stärkste bis dahin in Deutschland durchgeführte, mit einem Preisfonds von 40.000 DM und 38 Großmeistern. Als Assistent im Deep-Blue-Team war er während der Wettkämpfe mit Garri Kasparow 1996 und 1997 tätig.
Benjamin ist einer der stärksten US-Schachmeister, die (im Gegensatz zu den zahlreichen Einwanderern in der US-Schachelite) in den USA geboren sind. Im Oktober 2020 lag Benjamin auf Platz 35 der Rangliste in den USA. 
Im Mai 2008 wurde er in die US Chess Hall of Fame aufgenommen. 
In der United States Chess League spielte er seit 2007 für die New Jersey Knockouts.

## Werke
- American Grandmaster: Four Decades of Chess Adventures. Everyman, London 2008, ISBN 978-1857445527.
- Better Thinking, Better Chess: How a Grandmaster Finds His Moves. New in Chess, Alkmaar 2018, ISBN 978-90-5691-807-1.
- Liquidation on the Chess Board: Mastering the Transition Into the Pawn Endgame. 3. Aufl. New in Chess, Alkmaar 2019, ISBN 978-90-5691-825-5.
- World Champion Chess for Juniors: Learn from the Greatest Players Ever. New in Chess, Alkmaar 2020, ISBN  978-90-5691-919-1.